# 旧清水家住宅 (大垣市)
旧清水家住宅（きゅうしみずけじゅうたく）は岐阜県大垣市赤坂町にある江戸時代の町屋であり、大垣市の文化施設である。
大垣市の条例上の名称は大垣市旧清水家住宅である。

## 概要
中山道赤坂宿にある建物であり、主屋と土蔵でなる。元々は米屋を営んでいた建物だが、後に医院として使用されていた。
2012年（平成24年）に所有者から大垣市に寄贈され、赤坂宿内に現存する建物の中で最も古い町屋であることから2013年（平成25年）2月21日に大垣市の重要文化財に指定、大垣市により復元・改修が行われ、2015年（平成27年）3月に改修工事が完了。同年3月29日に完成記念式典が行われた。
2023年（令和5年）現在、大垣市の文化施設の一つとして一般公開。観光施設、休憩所などとして利用されている。また、主屋の1階の一部はまちづくり活動の拠点の場として使用されている。

## 建物概要
主屋
江戸時代中期の享保15年（1730年）もしくは安永4年（1775年）建造と伝えられる。切妻造木造2階建の町屋であり、桁行11.1m、梁間12.2m、建築面積は136.53m2。
土蔵
明治時代の建築であり、1880年（明治13年）建造の墨書がある。木造2階建の土蔵であり、建築面積は24.76m2。

## 利用案内
- 所在地：岐阜県大垣市赤坂町2966-1
- 開館時間：9:00 - 17:00[4][6]。
- 開館日：土曜日、日曜日、祝日。※ 年末年始（12月29日 - 1月3日）は休館[4][6]。

## 交通アクセス

### 公共交通機関
- 名阪近鉄バス「赤坂丸本前」バス停より徒歩で約1分。
  - 大垣駅（大垣駅前バスのりば）より赤坂線「消防赤坂分署」行きに乗車。
- JR東海道本線（美濃赤坂線）美濃赤坂駅下車、徒歩で約5分。

### 自動車
- 東海環状自動車道 大垣西ICより車で約8分。

## 周辺施設
- 大垣市赤坂港会館
- 大垣共立銀行赤坂支店
- 十六銀行赤坂支店
- 美濃赤坂駅
- 大垣市立赤坂中学校
- お茶屋屋敷跡